# Ángel Noé Alayón
Ángel Noé Alayón (nascido em 29 de outubro de 1964) é um ex-ciclista colombiano. Representou seu país, Colômbia, no ciclismo nos Jogos Olímpicos de Verão de 1988.